# Практически достоверное событие
Практически достоверное событие — событие в теории вероятностей, вероятность которого не в точности равна единице, но очень близка к единице.
Практически достоверные и практически невозможные события — наиболее важные понятия теории вероятностей, на них основано практическое применение этой теории.

## Теория
Событие, которое обязательно должно произойти при выполнении заданного опыта, в теории вероятностей называется достоверным, и его вероятность принята равной единице.
На практике достоверные события редки, и гораздо чаще встречаются события, вероятность которых не в точности равна единице, но весьма близка к ней. Такие события получили название «практически достоверные события».
Понятие практически достоверного события неразрывно связано с понятием практически невозможного события, то есть события, вероятность которого очень близка к нулю. Эта связь заключается в том, что для каждого практически достоверного события существует обратное ему практически невозможное, и наоборот. Например, событие «при последовательном доставании случайным образом 25 букв из алфавитного набора в 32 буквы сложится заранее заданная фраза „мой дядя самых честных правил“», весьма маловероятна (вероятность этого составляет 1/32 в 25-й степени). Такое событие можно назвать практически невозможным, а обратное ему событие «при последовательном доставании случайным образом 25 букв из алфавитного набора в 32 буквы заранее заданная фраза не получится» будет практически достоверным.
На практически достоверных событиях, как и на практически невозможных событиях, основан принцип практической уверенности (принцип практической универсальности) — мы можем быть уверены, что практически достоверное событие наверняка произойдёт при первом же выполнении опыта с воспроизведением условий, нужных для появления такого события.
В теории вероятностей имеется набор так называемых предельных теорем, в которых устанавливается существование событий, становящихся практически достоверными (и обратных им практически невозможных) либо при увеличении числа попыток, либо при увеличении числа учитываемых в задаче случайных величин, либо того и другого. Одна из таких предельных теорем — теорема Бернулли.